# 谷氧还蛋白
谷氧还蛋白（简称为GRX）是一类小型的氧化还原酶，为大约只有一百个氨基酸残基的单链蛋白质，并以谷胱甘肽作为辅因子。谷氧还蛋白被底物氧化，而非酶促地被谷胱甘肽还原。与可被硫氧还蛋白还原酶还原的硫氧还蛋白相反，并不存在特异性还原谷氧还蛋白的氧化还原酶。取而代之的是，谷氧还蛋白通过去氧化谷胱甘肽来被还原。被氧化的谷胱甘肽接下来被谷胱甘肽还原酶重生出来。NADPH、谷胱甘肽、谷胱甘肽还原酶和谷氧还蛋白这些组件组合在一起的氧化还原网络构成了谷胱甘肽系统。
谷氧还蛋白的发现是由霍姆格伦（Holmgren）于1976年在研究缺失硫氧还蛋白基因的大肠杆菌氧化还原过程中发现的，早先被叫做“巯基转移酶”。如同硫氧还蛋白，谷氧还蛋白以相似的方式工作，具有一个活性中心二硫键。蛋白中两个半胱氨酸残基（位于Cys22一Pro—Tyr—Cys25）以分子内二硫键的形式相互连接，该二硫键或处于还原状态或处于氧化状态。谷氧还蛋白在由酶核糖核苷酸还原酶完成的谷胱甘肽依赖型脱氧核糖核苷酸合成过程中作为电子载体。此外，谷氧还蛋白借由还原脱氢抗坏血酸、过氧化物氧还酶与甲硫氨酸亚砜还原酶等来发挥其抗氧化保护作用。除了在抗氧化保护方面的功能外，细菌与植物的谷氧还蛋白表现出结合到铁硫簇上，并在需要时将铁硫簇传递到酶中。

## 病毒中的谷氧还蛋白
谷氧还蛋白已在多个物种中被测序完毕。基于同源片段，初步认定牛痘病毒O2L蛋白可能是谷氧还蛋白。噬菌体T4可能是与进化有关的。在T4型硫氧还蛋白的五号位上，缬氨酸取代了脯氨酸。

## 植物中的谷氧还蛋白
在模式植物拟南芥中发现了三十种谷氧还蛋白同工型。根据他们的氧化还原活性中心，他们被划归到三个子类中：CSY[C/S]-、CGSF-与CC-型。CC-型谷氧还蛋白只存在于维管植物中。在拟南芥中，谷氧还蛋白涉及到花的发育和水杨酸信号通路。

## 人体中的谷氧还蛋白
人体中，谷氧还蛋白有着重要的生理作用。除了构成抗氧化系统外，近些年的一些研究表明：对谷氧还蛋白的可逆氧化修饰在信号传导方面可能是继磷酸化、糖基化和凡俗化修饰之外的另一种修饰方法。这种方法的修饰发生在谷氧还蛋白二硫键上，提示了细胞稳态的调控信息。现已确认了细菌谷氧还蛋白在转录因子OxyR活性上的控制，表明OxyR对环境（氧化态/还原态）的响应是通过谷氧还开关实现的。在抗细胞凋亡方面也有重要作用：谷氧还蛋白可以与细胞凋亡信号调控激酶1（ASK1）结合在一起从而抑制其活性，当细胞的氧化状态由还原型变为氧化型时，谷氧还蛋白会从ASK1上释放下来并启动细胞凋亡。
在与人体疾病之间关系的方面，现证明谷氧还蛋白与氧化应激损伤有着密切联系，未来在抗动脉粥样硬化、白内障、神经退行性疾病、脑缺血再灌注损伤、糖尿病、肿瘤等疾病方面可能会扮演着重要的角色。

## 亚族
- 谷氧还蛋白子类IPR014025

## 人类谷氧还蛋白包含此域
GLRX;      GLRX2;     GLRX3;     GLRX5;     PTGES2